# Meteorologiåret 1938

## Händelser

### Mars
- Mars
  - Med 987,7 millimeter i Samnanger, Norge noteras norskt månadsnederbördsrekord för månaden [1].
  - En mängd på 312 nederbörd faller över Gånälven, Sverige vilket innebär svenskt månadsnederbörd för månaden [2].
- 3 mars - Efter en regnig vinter svämmar floden Santa Ana i Kalifornien, USA över sina bankar, och 58 personer dödas i Orange County och bekymmer uppstår så långt in på det amerikanska fastlandet som Palm Springs[3].
- 30 mars – Vårfloden i Minnesota, USA når Warroad och Grand Marais [4].

### Juni
- 20 juni – I Fanaråken, Norge noteras norskt köldrekord för månaden med - 12,2 °C [5].

### September
- 9-22 september - En orkan härjar i östra Nordamerika, och slår framför allt till hårt mot New England-delstaterna i USA.

### Oktober
- 22 oktober – Stormar i USA orsakar stora skador på delstatsgränsen mellan Minnesota och Wisconsin [6].

### November
- November
  - Köpenhamn, Danmark upplever sin varmaste novembermånad någonsin, med medeltemperaturen + 8,1°C [7].
  - I Falsterbo, Skåne noteras svenskt värmerekord för medeltemperatur i november  med + 8,8 °C [8].
- 2 november – En tornado i Minnesota, USA dödar mycket boskap [9].
- 13 november – En snöstorm härjar i norra Minnesota, USA [9].

### December
- 24 december – Hela Danmark upplever en så kallad "vit jul" [10].

### Våren
- Spölandskatastrofen inträffar i Västerbotten då Ume älv svämmar över [11].

## Födda
- Okänt datum – James R. Holton, amerikansk meteorolog och atmosfärforskare.

## Avlidna
- 6 juni – Hugo Hergesell, tysk meteorolog.

### Fotnoter
1. ↑  SMHI Arkiverad 26 augusti 2010 hämtat från the Wayback Machine.
2. ↑  ”Daily Pilot - Serving Newport Beach & Costa Mesa, California”. Arkiverad från originalet den 20 maj 2009. https://www.webcitation.org/5gujSnck0?url=http://dailypilot.com/articles/2009/05/17/topstory/dpt-alookback051709.txt. Läst 18 maj 2009.
3. ↑  ”Arkiverade kopian”. Arkiverad från originalet den 11 juni 2014. https://web.archive.org/web/20140611100013/http://climate.umn.edu/pdf/day_in_weather_history/march_wx_history.pdf. Läst 26 januari 2015.
4. ↑  MET
5. ↑  ”Arkiverade kopian”. Arkiverad från originalet den 26 juli 2010. https://web.archive.org/web/20100726102332/http://www.climate.umn.edu/pdf/day_in_weather_history/october_wx_history.pdf. Läst 16 februari 2011.
6. ↑  DMI[död länk]
7. ↑  SMHI
8. 1 2  ”Arkiverade kopian”. Arkiverad från originalet den 16 juli 2010. https://web.archive.org/web/20100716104924/http://www.climate.umn.edu/pdf/day_in_weather_history/november_wx_history.pdf. Läst 16 februari 2011.
9. ↑  DMI
10. ↑  SMHI